# Macapá flygplats
Macapá internationella flygplats – Alberto Alcolumbre (portugisiska: Aeroporto Internacional de Macapá – Alberto Alcolumbre) är en flygplats i Macapá i Amapá i Brasilien.
Alberto Alcolumbre (1943–2002) var en företagare och köpman i Amapá.
Flygplatsen ligger 17 meter över havet.
Terrängen runt flygplatsen är mycket platt. Havet är nära flygplatsen åt sydost. Runt flygplatsen är det ganska tätbefolkat, med 116 invånare per kvadratkilometer.. Närmaste större samhälle är Macapá, 1,5 km söder om flygplatsen.
Runt flygplatsen är det i huvudsak tätbebyggt.